# Benjamin Booker
Pour les articles homonymes, voir Booker (homonymie).
Benjamin Booker, né le 14 juin 1989 à Virginia Beach dans l'état de la Virginie, est un auteur-compositeur-interprète et musicien américain.

## Biographie
Il naît à Virginia Beach dans l'état de la Virginie en 1989. Sa famille déménage ensuite à Tampa en Floride. Il étudie notamment le journalisme à l'université de Floride avec l'intention d'entrer par la suite dans le journalisme musical, avant de se lancer lui-même dans une carrière de musicien.
En 2012, il sort son premier EP, Waiting Ones. En 2013, il signe avec le label ATO Records (en). Il enregistre son premier album, Benjamin Booker, en décembre 2013. Celui-ci est lancé en août 2014, distribué par ATO Records aux États-Unis et par Rough Trade en Europe, avec la sortie du single Violent Shiver pour en assurer la promotion. Bien reçu par la critique, cet album offre une nouvelle notoriété à Booker ,. Sur scène, il assure notamment la première partie de la tournée américaine de la chanteuse australienne Courtney Barnett.
En 2017, il sort son second album, Witness, inspiré par l’œuvre de l'écrivain James Baldwin et avec la participation de la chanteuse Mavis Staples qui signe les chœurs sur le morceau éponyme de l'album .

## Discographie

### Albums studio
- 2014 - Benjamin Booker
- 2017 - Witness
- 2025 - Lower

### Compilations et Albums en public
- 2015 - Live at Third Man Records

### EPs
- Waiting Ones (2012)
- Spotify Sessions (2014)

### Singles
- Violent Shiver (2014)
- Witness (2017)